# セキュリティ・チェック (映画)
『セキュリティ・チェック』（Carry-On）は、ジャウム・コレット＝セラ監督、T・J・フィックスマン脚本による2024年のアメリカのアクションスリラー映画。主演はタロン・エガートン、ジェイソン・ベイトマン、ソフィア・カーソン、ダニエル・デッドワイラー。
本作は2024年12月13日にNetflixで公開され、批評家から好評を博し、公開初週には2024年にNetflixで公開されたどの映画よりも多くの視聴回数を獲得した。

## あらすじ
ロサンゼルス国際空港のアメリカ運輸保安局（TSA）職員イーサン・コーペックは、父親の犯罪歴を隠して警察学校に落第して以来、冷笑的で野心のない人間になっていた。クリスマス・イヴ、妊娠中の恋人ノラ・パリシは彼に再受験して夢を追いかけるよう勧める。その代わりに、イーサンは上司のフィル・サーコウスキーに、手荷物検査の管理を任せてほしいと頼み、昇進につながる自分の実力を示そうとする。
勤務中、イーサンはイヤホンを受け取り、それを通じて謎の旅行者トラベラーから連絡を受ける。「特定の手荷物を何も言わず通過させ飛行機に載せろ。さもなければノラを殺す」と命令される。トラベラーの共犯者であるウォッチャーは、遠隔でイーサンを監視し、当局に緊急通報しようとする彼の試みを阻止する。イーサンは偽造検出ペンで書かれたメッセージを使い、同僚の警察官ライオネル・ウィリアムズに密かに警告する。しかし、ライオネルが行動を起こす前に、トラベラーは彼を毒殺する。
イーサンは不安定な言動から手荷物検査の管理を外され、友人のジェイソン・ノーブルが引き継ぐ事になった。トラベラーは「手荷物検査の仕事に戻らなければ、計画を実行するためにジェイソンを殺す」とイーサンに警告する。そこでイーサンは仕事中に酔っていたとジェイソンに罪を着せ、彼から仕事を取り戻す。指示された通り、イーサンはスーツケースを持ったトラベラーの仲間マテオ・フローレスを通過させる。その後、トラベラーはイーサンにケースの中身が致死性で不治の神経剤ノビチョクであることを明かす。
一方、ロサンゼルス市警察（LAPD）の刑事エレーナ・コールは二重殺人事件を捜査し、被害者がノビチョクを国内に密輸していたことを突き止める。エレーナはアメリカ合衆国国土安全保障省（DHS）に通報し、この脅威はイーサンの中断された緊急通報と関連していると結論付ける。これに応じて、ターミナル全体の一斉捜査が命じられ、イーサンはマテオを検査対象乗客リストに追加する。しかし、トラベラーはイーサンの介入を疑い、トイレで彼と対峙する。イーサンはトラベラーのプラスチック製の銃を押収するが、その報復としてトラベラーはノビチョク爆弾を起動する。トラベラーはイーサンにマテオの元へ行き、爆弾をリセットするよう指示する。
サーコウスキーはマテオを監察のために拘束するが、イーサンが割り込んで二人を銃で突きつける。イーサンが撃つのを拒んだためマテオはサーコウスキーを刺し殺し、その後マテオも脅迫されていることを明かす。ウォッチャーはマテオの夫ジェシーを人質に取っていたのだ。タイマーの時間が迫る中、イーサンはトラベラーの指示のもと、爆弾をリセットすることに成功する。その後、マテオはイーサンを殺すよう命じられ、プラスチックの銃を手に連射するが、銃が過熱して爆発しマテオは死亡する。トラベラーはノビチョクのケースを回収し、ウォッチャーにノラを殺すよう命じる。イーサンはマテオの電話を使ってノラに警告する。ノラはウォッチャーをかろうじて逃れ、ウォッチャーはノラを殺そうとした隙に銃を奪ったジェシーに射殺される。
エレーナはDHSの捜査官ジョン・アルコットと空港へ向かう途中、捜査官がトラベラーの共犯者の1人である偽者だと気づき、正当防衛で彼を殺害する。空港に到着すると、エレーナはイーサンと対峙し、脅威が迫っていることを確認してLAPDに通報し、ターミナルの閉鎖を開始する。エレーナは、トラベラーの標的がワシントンDC行きの飛行機に乗っている、兵器予算の増額法案を主張する女性議員であることを突き止める。ノビチョクを用いたテロはロシアの仕業だと推察させ、多額の国防費を承認させ、武器製造業者を潤すために計画されたものだった。
トラベラーは飛行機に乗り込むが、イーサンが爆弾を類似の大きなスーツケースに移していたことに気づかず、飛行機の貨物室に収納せざるを得なかった。イーサンは貨物室に侵入して爆弾を解除し、その間にノラはトラベラーが疑わしく思わないようにエレーナを説得して飛行機の離陸を許可した。イーサンが爆弾を解体し始めたとき、トラベラーは警報を受け貨物室に移動、銃を突きつけて対峙する。トラベラーはイーサンを負傷させ、ノビチョクの再起爆設定したのちにパラシュートで脱出しようとしたが、解体時にノビチョクの容器を抜き取っていたイーサンはそれを見て驚愕したトラベラーの一瞬の隙をつき、貨物室にある密閉可能な冷蔵ユニットにトラベラーを体当たりで叩きこむと、抜き取ったノビチョクの容器を放り込んでユニットを密閉する。冷蔵ユニット内に閉じ込められた状態で内部に充満したノビチョクを吸引したトラベラーは死亡し、他の搭乗者はノビチョクの影響を受けることなく飛行機は無事に空港に戻った。
1年後、LAPDの刑事となったイーサン、ノラと子供は、ジェイソンとその家族と一緒にタヒチへ旅行に向かうのだった。

## キャスト
イーサン・コーペック
演 - タロン・エガートン、日本語吹替 - 木村昴
ロサンゼルス国際空港でTSA職員として働く30歳の男性。
トラベラー
演 - ジェイソン・ベイトマン、日本語吹替 - てらそままさき
イーサンを脅迫して危険な荷物を届けさせる謎の旅行者。
ノラ・パリシ
演 - ソフィア・カーソン、日本語吹替 - 竹内恵美子
航空会社のマネージャーとして空港で働く27歳の女性。イーサンの彼女であり、彼の子供を妊娠中。
エレーナ・コール
演 - ダニエル・デッドワイラー、日本語吹替 - 原島梢
ノビチョクを捜査するLAPDの刑事。
フィル・サーコウスキー
演 - ディーン・ノリス、日本語吹替 - 辻親八
空港の上級TSA職員であり、イーサンとジェイソンの上司。
ハーシェル
演 - ジョシュ・ブレナー、日本語吹替 - 森宮隆
エレーナの事件捜査を手伝うパートナー。
ウォッチャー
演 - テオ・ロッシ、日本語吹替 - 前堂友昭
トラベラーの共犯者。
ジェイソン・ノーブル
演 - シンカ・ウォールズ、日本語吹替 - 田島章寛
イーサンの友人であり、同僚のTSA職員。ジェイソンにはロシェルという妻がおり、二人の間には双子の息子がいる。
ジョン・アルコット
演 - ローガン・マーシャル＝グリーン
DHSの捜査官。
ライオネル・ウィリアムズ
演 - カーティス・クック
空港で警察官として働くイーサンの同僚。
マテオ・フローレス
演 - トナティウ・エリザララズ
夫を人質に捕られ、トラベラーに協力している男性。

## 製作
2021年6月、アンブリン・パートナーズはNetflixと、ストリーミングサービス向けに年間複数の映画を制作する契約を結んだ。本作は当初、この契約から生まれる最初の映画になる予定で、脚本の最初の草稿は元インソムニアックゲームズの脚本家T・J・フィックスマンが書き、マイケル・グリーンが別の草稿を書いた。最終的にフィックスマンだけが脚本のクレジットを受け、グリーンはオフスクリーンの「追加の文学資料」としてクレジットされた。フィックスマンは、この映画をトロッコ問題の実例となることを意図していた。
2022年7月、タロン・エガートンが主役のイーサン・コーペック役で主演することが発表された。2022年8月、ジェイソン・ベイトマンが謎の旅行者役でエガートンと共演することが発表された。ソフィア・カーソンとダニエル・デッドワイラーが2022年9月にキャストに加わることが発表された。テオ・ロッシは2022年10月にキャストに加わることが発表された。ディーン・ノリス、ローガン・マーシャル＝グリーン、シンカ・ウォールズらがその月の後半に映画に加わった8人の新キャストとして発表された。
推定製作費4,700万ドルで、主要撮影は2022年9月から2023年1月にかけてルイジアナ州ニューオーリンズで行われた。
フィックスマンは空港のセキュリティについて専門家から広範囲にわたるアドバイスを受けたが、ストーリー展開のためにTSAの手続きに関して意図的に芸術的自由を用いた。
本作の劇中音楽の指揮を日本人のYouki Yamamotoが担当している。

## 公開
本作はドリームワークス・ピクチャーズが制作したが、アンブリン・エンターテインメントの傘下で公開された。本作は2024年12月13日にNetflixで公開された。
公開から10日後、この映画は9,700万回の視聴回数を記録し、Netflixで最も視聴された映画のトップ10に入ると予想された。

## 評価
ロッテン・トマトでは、88人の批評家のレビューのうち88%が肯定的で、平均評価は6.8/10となっている。同サイトの総評は「タロン・エガートンと型破りなジェイソン・ベイトマンは『セキュリティ・チェック』で素晴らしい敵対者役を演じている。この懐かしいスリラーは、自信に満ちた演出でプロットの論理のチェックポイントをすべてクリアしている」となっている。Metacriticでは、26人の批評家に基づいてこの映画に100点満点中68点を付け、「概ね好意的な」レビューを示している。
スクリーン・ラントのサラ・リトルは、「Netflixの『セキュリティ・チェック』は初公開後、驚くほど賛否両論を巻き起こした。批評家の大半は映画を楽しんだようだが、観客は（皮肉なことに）より批判的だった」と述べている。
TSAはこの映画には不正確な部分があると指摘したが、TSA職員を英雄的に描いた映画製作者を称賛した。